# Rossemaison
Rossemaison (hist. Rottmund) − miejscowość i gmina w Szwajcarii, w kantonie Jura, w okręgu Delémont. Pod względem powierzchni jest najmniejszą gminą w okręgu. 

## Demografia
W Rossemaison mieszka 687 osób. W 2020 roku 13% populacji gminy stanowiły osoby urodzone poza Szwajcarią. 

## Transport
Przez teren gminy przebiega autostrada A16. 